# Parafia św. Szczepana w Skrzynnie
Parafia rzymskokatolicka Świętego Szczepana w Skrzynnie – jedna z 10 parafii dekanatu przysuskiego diecezji radomskiej.

## Historia
Skrzynno około 1120 było siedzibą kasztelanii przeniesionej ze Skrzyńska. Było własnością Łabędziów, wśród których wyróżnił się Piotr Włostowic. W XIII w. stanowiło własność biskupów poznańskich, a od 1288 do XVIII w. w większości w posiadaniu cystersów z Sulejowa, w części miejscowych proboszczów. Miasto było lokowane przez Władysława Łokietka w 1308 na prawie niemieckim. W XVIII w. cystersi sprzedali swoją część Szydłowskim. Utrata praw miejskich nastąpiła w 1869. Pierwszy kościół pw. św. Szczepana z XI w. prawdopodobnie był fundacji Piotra Włostowica. Parafia została erygowana przed 1384. Kościół kolejny w początkach XVI w. był murowany, lecz spłonął w 1575. Odbudowano go staraniem Pawła Dunina Zbożeńskiego. Do niego około 1615 dobudowano kaplicę pw. św. Barbary. W połowie XVI w. Duninowie przyjęli arianizm i kościół stał się zborem ariańskim. W 1567 odbył się tu synod ariański z udziałem ponad stu pastorów. Obecny kościół, z fundacji Macieja Wrzeciąża, wzniesiony był w latach 1626 - 1638 staraniem ks. Mateusza Urzeckiego z wykorzystaniem istniejącej kaplicy. W połowie XVII w. dobudowano dwie kaplice fundacji Modliszewskich. Konsekrował kościół w 1643 bp. Tomasz Mikołaj Oborski. Świątynia była odnowiona w latach 1706 - 1777 przez cystersów z Sulejowa, restaurowana w latach 1896 - 1907 staraniem ks. Wincentego Krawczyńskiego, w latach 1986 - 1997 staraniem ks. Henryka Kołodziejczyka. Kościół jest w stylu późnorenesansowym, jest orientowany, trójnawowy, bazylikowy, wzniesiony z kamienia.

## Proboszczowie
- 1810 - 1813 - ks. Wojciech Możdżyński
- 1813 - 1836 - ks. Piotr Jędrzejewski
- 1837 - 1862 - ks. Antoni Berliński
- 1939 - 1960 - ks. Paweł Rajkowski
- 1960 - 1976 - ks. Stefan Sułecki
- 1976 - 1986 - ks. Jan Jakubaszek
- 1986 - 1986 - ks. Wacław Dutkiewicz
- 1986 - 2014 - ks. kan. Henryk Kołodziejczyk
- 2014 - ks. Andrzej Kuleta

## Terytorium
- Do parafii należą: Kamień Duży, Komorów, Romualdów, Skrzynno, Sokolniki Mokre, Sokolniki Suche (od nr 21 do końca), Wydrzyn, Zagórze, Zbożenna, Żuków[1].